# Ócsa
Ócsa é uma cidade da Hungria, situada no condado de Peste. Tem 81,66 km² de área e sua população em 2019 foi estimada em 9.325 habitantes.